# Faculté de Médecine de Tunis
Die Faculté de Médecine de Tunis (FMT; arabisch كلية الطب بتونس, DMG Kulliyyat aṭ-Ṭibb bi-Tūnis, englisch Medicine School of Tunis, deutsch: Fakultät für Medizin von Tunis) ist eine der vier medizinischen Ausbildungsstätten in Tunesien. Die staatliche Einrichtung gehört zur Universität Tunis El Manar. Sie befindet sich an 15 Djebel Lakhdhar Street, La Rabta 1007 in Tunis.

## Geschichte
Die Medizinische Hochschule wurde 1964 gegründet. Anfangs waren nur 59 Studenten eingeschrieben. Die Kurse wurden zunächst an der Fakultät für Human- und Sozialwissenschaften von Tunis angeboten. Ab Januar 1965 fand der Unterricht in einem Pavillon des Charles-Nicolle-Krankenhauses (مستشفى شارل نيكول, Hôpital Charles Nicolle) im „Antoine-Cassar-Pavillon“ statt, dann in Pavillon II (ab 1980 „Naceur-Haddad-Pavillon“). Professor Amor Chadli (عمر الشاذلي‎ 1925–2019) war der erste Dekan der FMT.
Die Studierenden mussten ein Vorbereitungsjahr für das Medizinstudium (APEM) an der Fakultät für Naturwissenschaften abgeschlossen haben. Sieben Professoren waren für die Lehre zuständig: drei davon wurden von der Weltgesundheitsorganisation abgeordnet, zwei waren französische Missionare und zwei tunesische Dozenten. Sie wurden von sechs Assistenten unterstützt: vier Tunesier und zwei Ausländer. 1971 konnten die ersten Studenten ihre Abschlüsse entgegennehmen. In den Jahren 1968 bis 1974 wurden vier weitere Pavillons als Erweiterungen eingerichtet.
Diese Räumlichkeiten wurden 2002 zugunsten des Museums für Geschichte der Medizin, der Abteilung für Immunologie des Charles-Nicolle-Krankenhauses, des Instituts für biomedizinische Technologie und des Nationalen Zentrums für Pharmakovigilanz (Centre national de pharmacovigilance, المركز الوطني للحذرمن نتائج إستعمال الأدوية‎) aufgegeben; Der aktuelle Standort des FMT liegt nur wenige hundert Meter von den alten Pavillons entfernt.

## Studium
1974 wurde das Vorbereitungsjahr (année préparatoire) abgeschafft und der Zugang zum Studium nach dem System des Hochschulzugangs geregelt. 1988 führte eine Studien- und Prüfungsreform zu einem fünfjährigen Praxisteil, gefolgt von zwei Jahren Praktika in der Allgemeinmedizin, die mit der Verteidigung einer Dissertation in Medizin abgeschlossen wurden. 2011 wurde eine Reform mit dem Ziel eingeführt, das tunesische Diplom an internationale Standards anzugleichen, indem ein dritter Zyklus des Medizinstudiums geschaffen wurde. Diese neue Reform zielte auch darauf ab, die Allgemeinmedizin durch zweijährige Praktika für diejenigen, die das Fachstudium nicht weiterführen (résidanat) zu stärken.

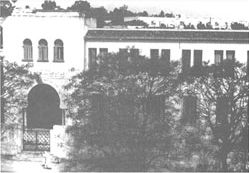
Faculté de Médecine de Tunis, 1964–65.
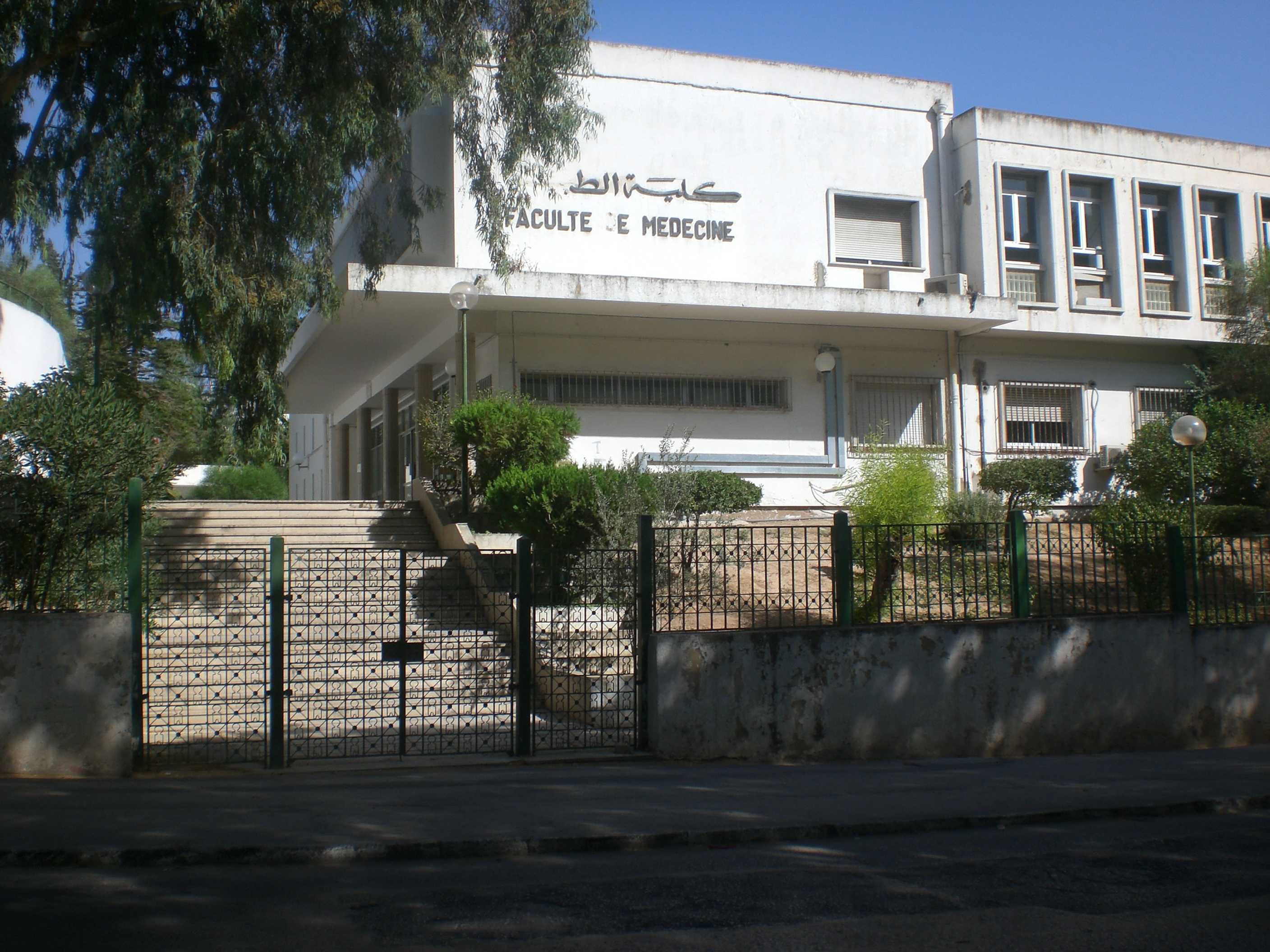
Altes Gebäude der Faculté de Médecine de Tunis.
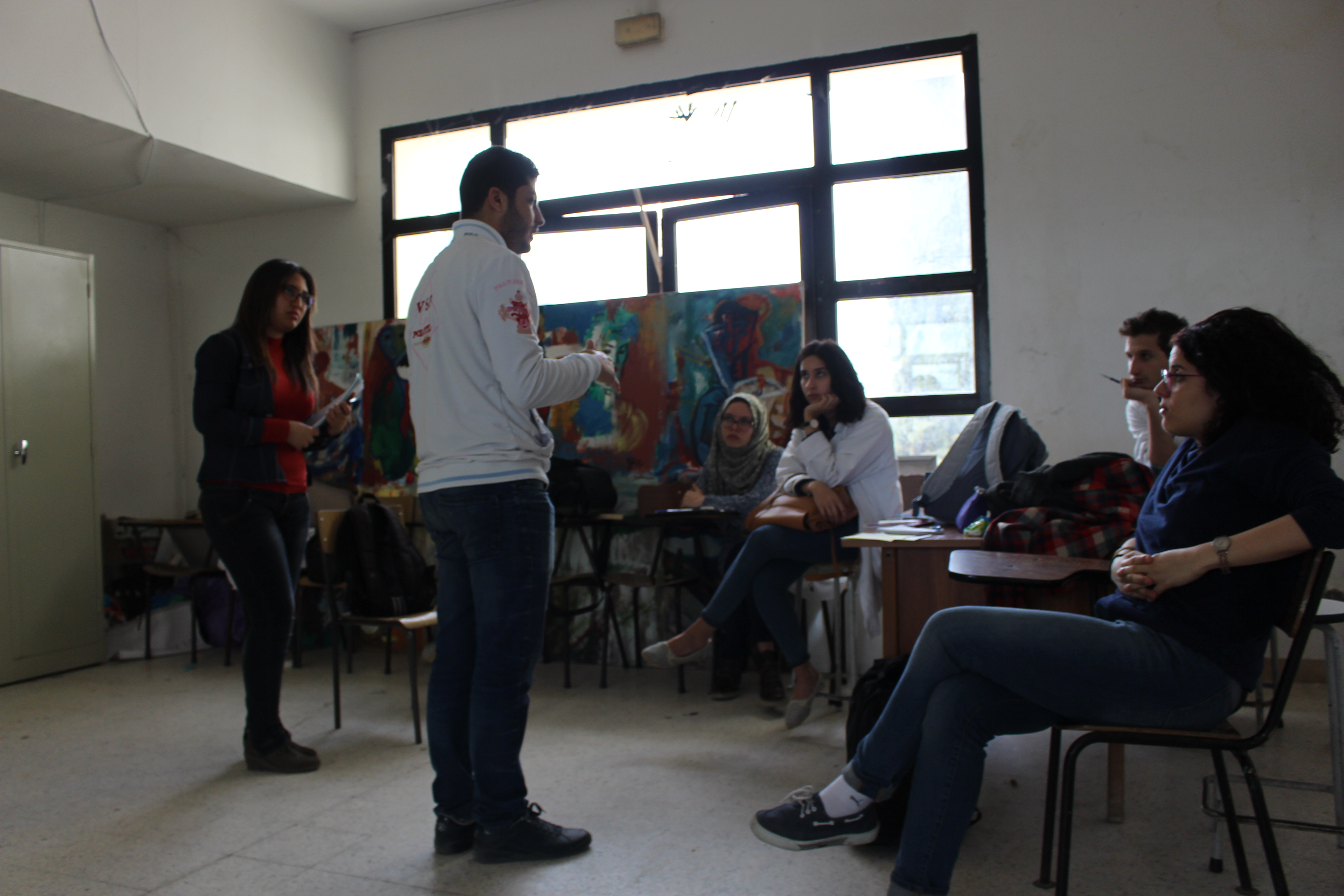
Debating Club in der Faculté de Médecine de Tunis.
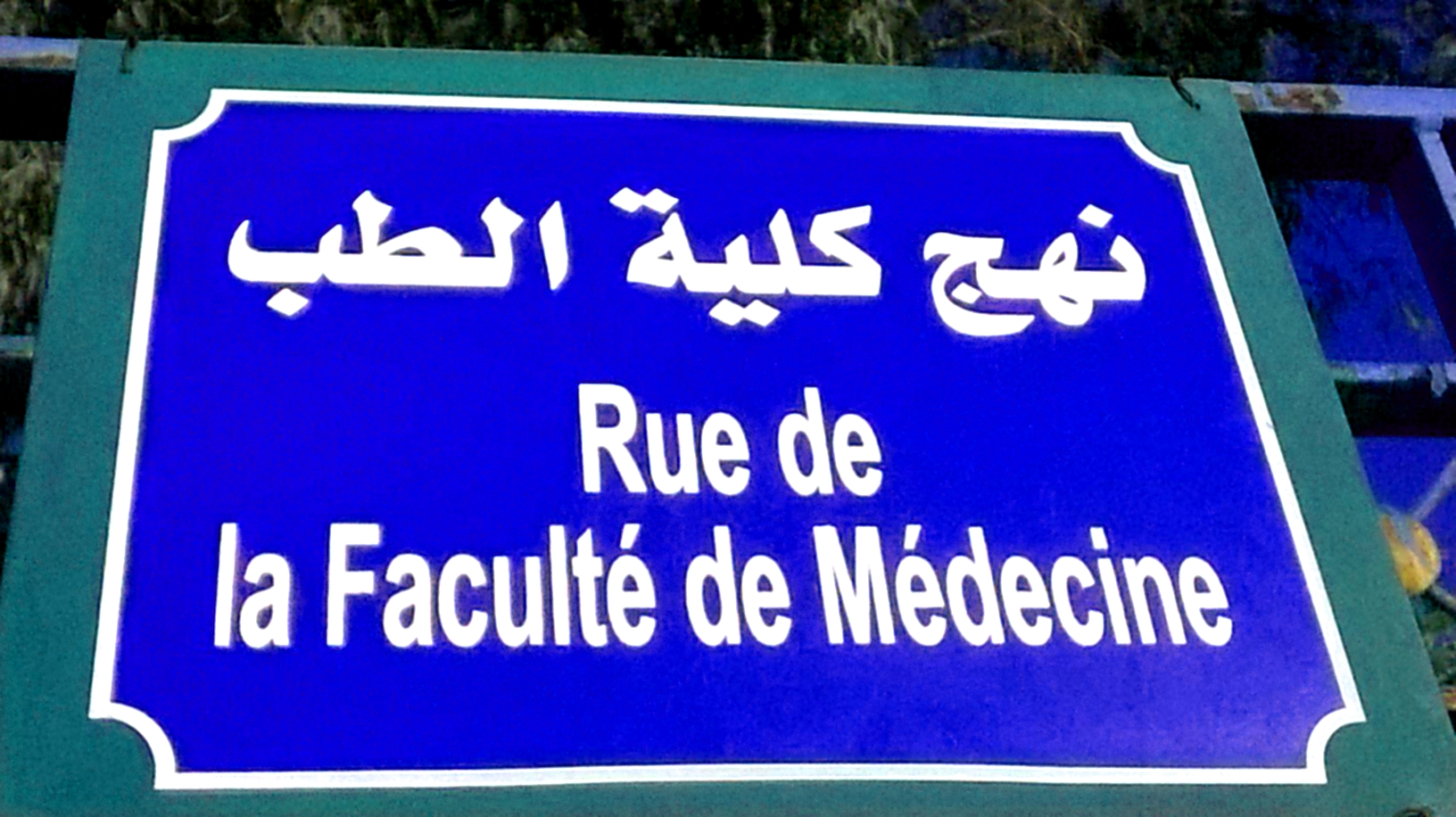
Faculté de Médecine de Tunis.
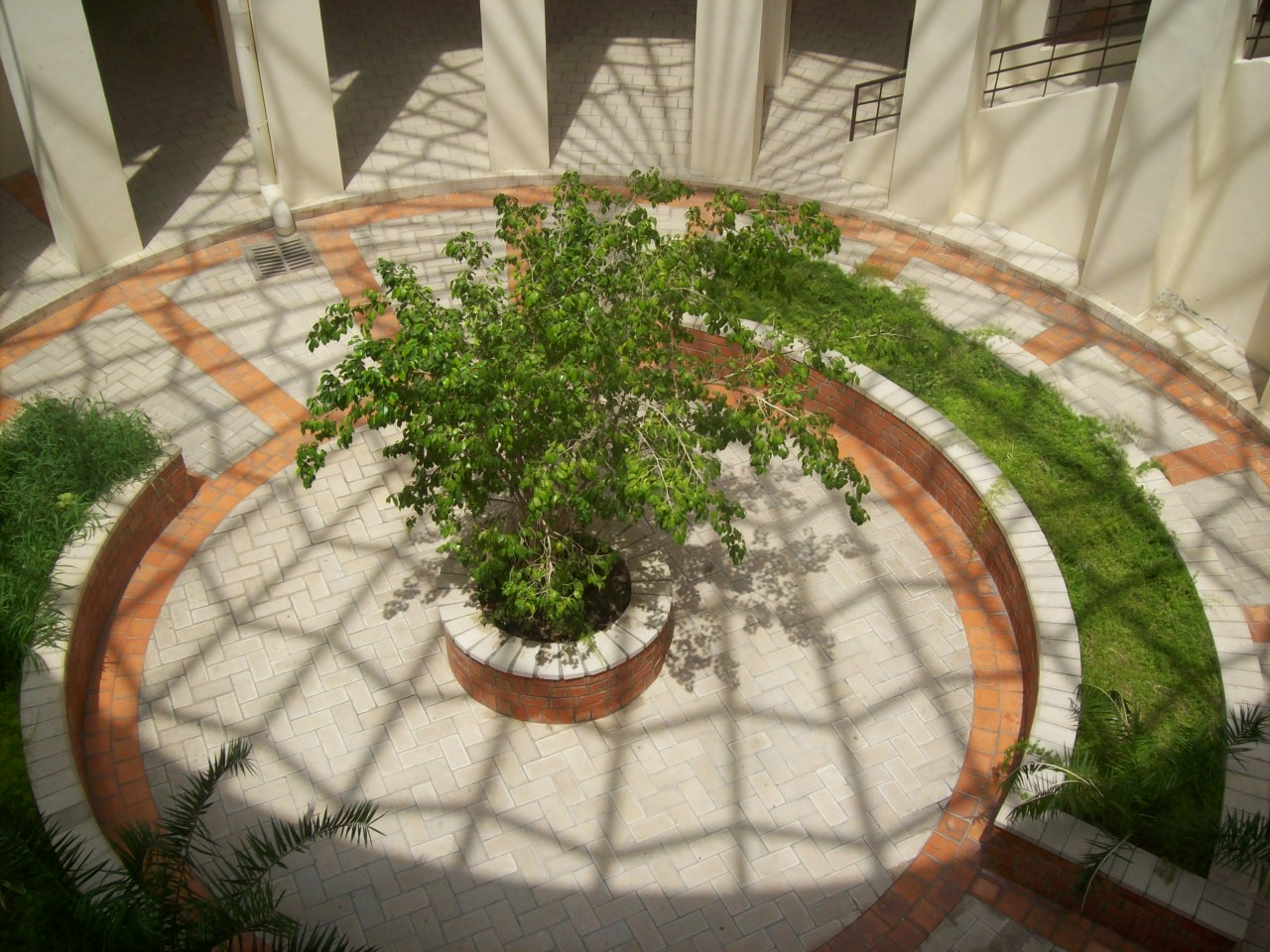
Halle der Faculté de Médecine de Tunis.
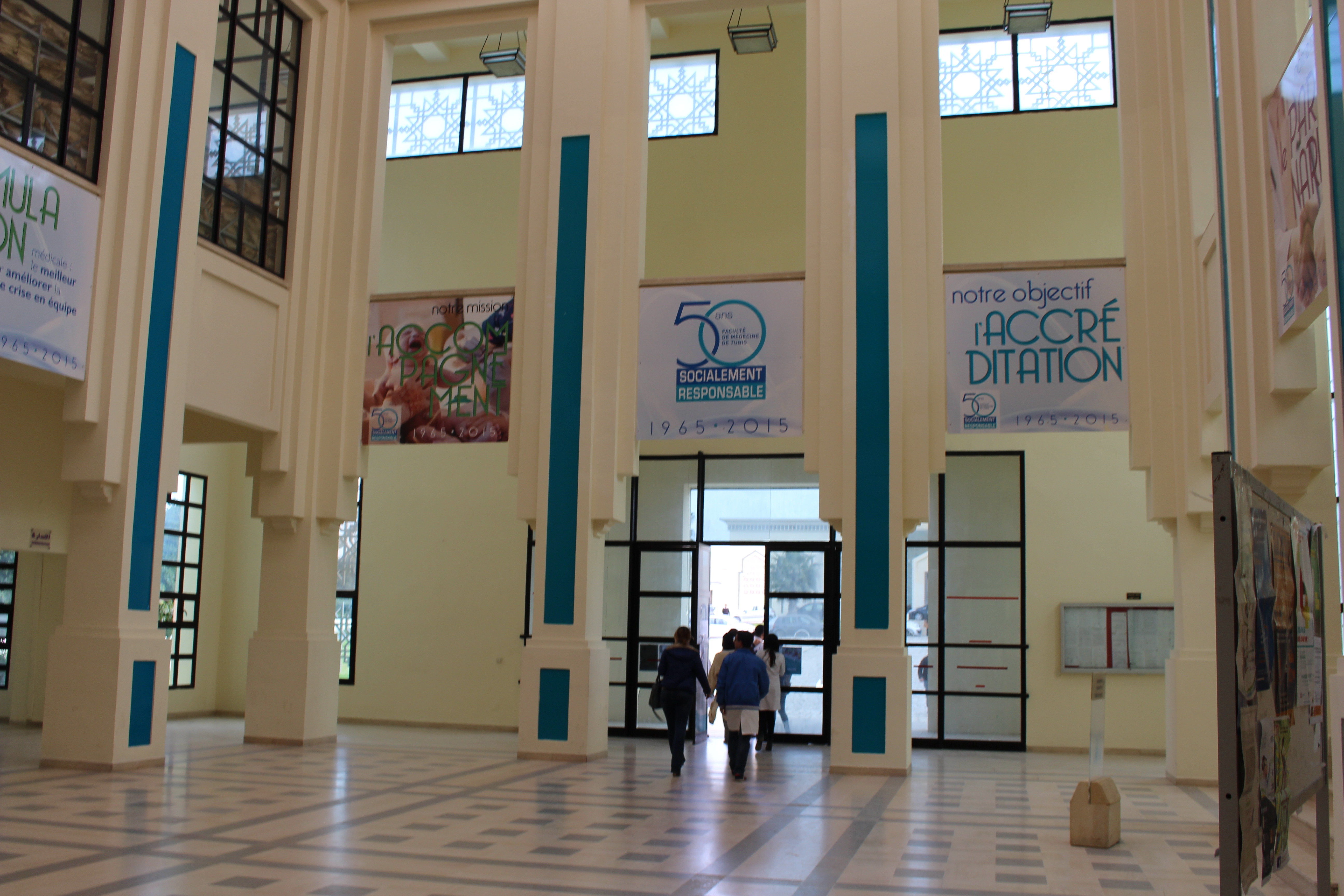
Haupthalle
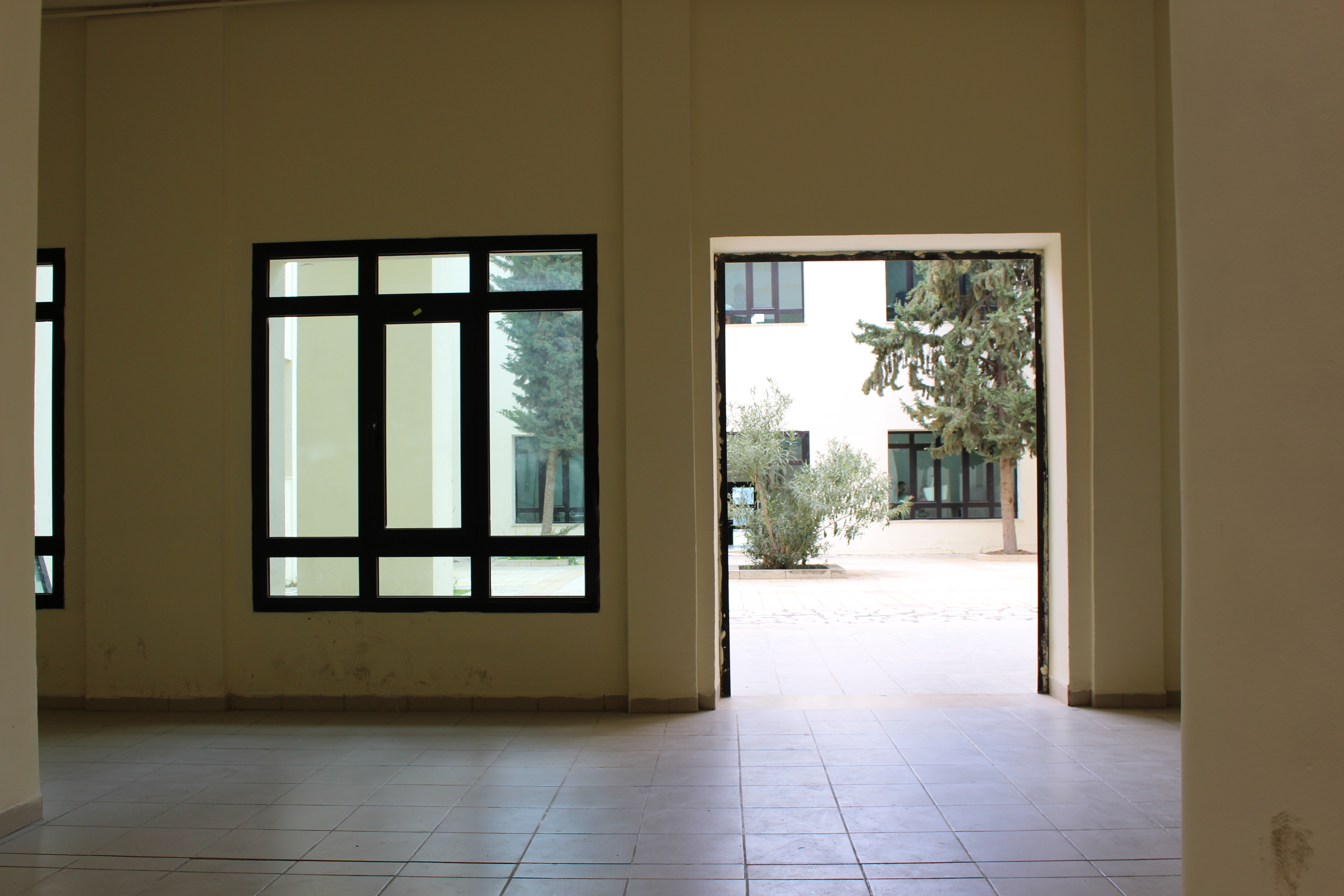

## Einrichtungen

### Forschungslabors
- Klinische Biochemie (gegründet 1999)
- Humangenetik (1999)
- Antibiotikaresistenz (1999)
- Epidemiologie und Prävention von Herz-Kreislauf-Erkrankungen (2001)
- Medizinische Bildgebung (2001)
- Diabetische Retinopathie und Morbus Behçet (2001)
- Thoraxonkologie (2003)
- Etiopathogenic research of colorectal cancers (2003)
- Toxikologie, Ergonomie und Arbeitsumgebung (2003)

### Forschungseinheiten
- Störung des Gleichgewichts zwischen Zellproliferation und Apoptose (gegründet 2001)
- Genetische und molekulare Epidemiologie (2003)
- Motorik und Verdauungsfunktionserkundungen (2003)
- Untersuchung des Melanocortin-Rezeptor-Gens bei adipösen Kindern (2004)
- Gehirn in Traumatologie und geburtshilflicher Reanimation (2004)
- AIDS-Versorgung (2004)
- Magen-Darm-Erkrankungen bei Kindern mit Autismus (2005)

### Assoziierte Krankenhäuser
Um eine vollständige Ausbildung der Studierenden zu gewährleisten, müssen diese im zweiten Zyklus ihres Studiums Krankenhauspraktika absolvieren. Diese Fachpraktika finden in folgenden Universitätskliniken statt:
- La Rabta-Krankenhaus
- Charles-Nicole-Krankenhaus
- Habib-Thameur-Krankenhaus
- Bechir-Hamza Kinderkrankenhaus
- Entbindungs- und Neonatologiezentrum
- Razi-Krankenhaus
- Aziza-Othmana-Krankenhaus
- Mongi-Slim-Krankenhaus in La Marsa
- Krankenhaus der inneren Sicherheitskräfte La Marsa
- Tunis Militärkrankenhaus
- Mongi-Ben Hamida Nationales Institut für Neurologie
- Salah-Azaiz-Institut
- Hedi-Raïs Institut für Augenheilkunde von Tunis
- Mohamed-Kassab Institut für Orthopädie
- Trauma- und Verbrennungszentrum

Darüber hinaus sind einige regionale Krankenhäuser ebenfalls mit der Fakultät verbunden und nehmen nur Praktikanten und Assistenzärzte auf. Diese Krankenhäuser befinden sich in Nabeul, Bizerte, Menzel Bourguiba und Zaghouan.

## Dekane
Seit ihrer Gründung hatte die Faculté de Médecine acht Dekane.

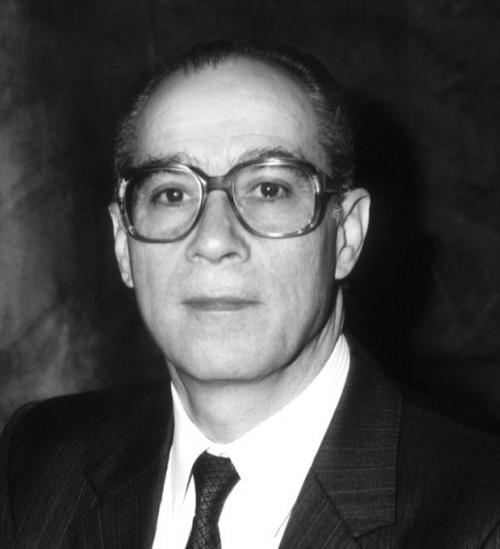
Amor Chadli

- 1964–1971: Amor Chadli (Anatom-Pathologe)
- 1971–1974: Mongi Ben Hamida (Neurologe)
- 1974–1976: Amor Chadli (Anatom-Pathologe)
- 1976–1977: Zouhair Essafi (Surgeon/Chirurg)
- 1977–1986: Hassouna Ben Ayed (Nephrologe-Internist)
- 1986–1994: Abdelaziz Ghachem (Spezialist in Medical Work und Forensic Médecine)
- 1994–2000: Chelbi Belkahia (Pharmakologe)
- 2000–2005: Rachid Mechmèche (Physiologe)
- 2005–2011: Abdeljelil Zaouche (Chirurg)
- 2011–2017: Ahmed Maherzi (Pädiater)
- 2017–present: Mohamed Jouini (Chirurg)

## Persönlichkeiten
- Habiba Djilani
- Sleim Ammar

## Studentenleben
Die Fakultät hat mehrere Clubs und Verbände, die nicht nur darauf abzielen, Unterhaltung zu bieten und die akademischen Fähigkeiten der Studenten zu stärken, sondern auch ihre soziale Rolle auf lokaler und nationaler Ebene zu unterstützen:
Associa-Med (Association tunisienne des stagiaires internes et des étudiants en médecine, deutsch etwa: „Tunesischer Verband der Praktikanten und Medizinstudenten“, gegründet 1989). Die Vereinigung wurde 1999 Mitglied der International Federation of Medical Students’ Associations.
Im Oktober 2011 richtete der Verband im Rahmen eines Regionalisierungsprojekts drei Regionalbüros für die übrigen medizinischen Universitätsfakultäten Tunesiens (Sfax), Monastir und Sousse (كلية الطب بسوسة‎) ein.
Weitere Organisationen sind Enactus FMT, Club 3S und Club Mad’ness.